# أرميشي أورتيغا
أرميشي أورتيغا (بالإسبانية: Armiche Ortega Medina)‏ (12 يونيو 1988 بلاس بالماس دي غران كناريا في إسبانيا - ) هو لاعب كرة قدم إسباني في مركز الوسط. لعب مع ليفادياكوس ونادي باراكالدو ونادي كراكوفيا ونادي لاس بالماس وBenidorm CF ‏ وUD Las Palmas Atlético ‏ وفالنسيا ميستايا.

## روابط خارجية
- أرميشي أورتيغا على موقع قاعدة بيانات كرة القدم.إي يو (الإنجليزية)
- أرميشي أورتيغا على موقع Soccerway.com (الإنجليزية)